# Сан-П'єтро-ін-Каріано
Сан-П'єтро-ін-Каріано (італ. San Pietro in Cariano, вен. San Piero in Carian) — муніципалітет в Італії, у регіоні Венето,  провінція Верона.
Сан-П'єтро-ін-Каріано розташований на відстані близько 430 км на північ від Рима, 115 км на захід від Венеції, 13 км на північний захід від Верони.
Населення — 12 971 особа (2014).
Щорічний фестиваль відбувається 29 червня. Покровитель — святий Петро apostolo.

## Демографія
Населення за роками:

Станом на 1 січня 2023 року в муніципалітеті офіційно проживали 782 іноземці з 61 країни, серед них 434 громадяни країн Євросоюзу та 10 громадян України.

## Сусідні муніципалітети
- Фумане
- Марано-ді-Вальполічелла
- Неграр
- Пескантіна
- Сант'Амброджо-ді-Вальполічелла
- Верона